# Vương cung thánh đường Thánh Thể Đức Kitô
Vương cung thánh đường Thánh Thể Đức Kitô (tiếng Ba Lan: Bazylika Bożego Ciała), là một nhà thờ được xây dựng theo kiến trúc Gothic, nằm tại quận Kazimierz, Kraków, Ba Lan. Nhà thờ được xây vào năm 1335, dưới thời vua Kazimierz III của Ba Lan.

## Lịch sử
Vương cung thánh đường Thánh Thể Đức Kitô được xây dựng theo từng giai đoạn, từ năm 1340 đến tận giữa thế kỷ 15. Ngay từ đầu, nhà thờ này đã được định sẵn là xây theo kiểu một tu viện, nên điều này lý giải tại sao nhà thờ lại được xây trên một khu đất rộng, bên cạnh còn có cả một nghĩa trang. Năm 1404, vua Władysław II Jagiełło của Ba Lan đã tặng lại nhà thờ cho Giáo đoàn dòng Thánh Augustinô và Đấng Cứu thế tại Latêranô. Đây là một giáo đoàn được vua Władysław II đưa vào nhà thờ từ thị trấn Kłodzko.

## Bên trong nhà thờ
Vẻ đẹp bên trong nhà thờ là sự kết hợp hài hòa giữa phong cách Gothic Ba Lan và trường phái kiến trúc Baroque Ba Lan đầy ấn tượng. Sự pha trộn giữa hai phong cách này được thể hiện qua các chi tiết như bàn thờ lớn theo kiểu Baroque được mạ vàng, bục giảng hình con thuyền, lại thêm chiếc đại phong cầm đồ sộ. Trong sự kiện lịch sử cơn lũ dữ Thụy Điển vào năm 1655, nhà thờ đã bị cướp bóc và phá hoại bởi quân xâm lược. Chính vì vậy, sau này nhà thờ đã được trang hoàng lại theo phong cách Baroque. Nhà thờ được xem là nơi có vị trí đứng của đội hợp xướng (choir stalls), được thiết kế theo phong cách Baroque đẹp nhất Trung Âu. Bartolommeo Berrecci, một nghệ nhân thời Phục Hưng, người từng thiết kế nhà nguyện Sigismund, đã được mai táng tại chính nơi đây.
Ngoài ra, nhà thờ còn là nơi có nhiều đàn organ ống lớn nhất tại Kraków. Cây đàn organ chính tại nhà thờ được làm từ năm 1958 đến năm 1963 và có sử dụng lại một vài bộ phận của cây đàn cổ hơn có từ những năm 1770. Cây đàn này được thiết kế với 83 ống hơi và gồm hai bộ phận chính. Tất cả những chiếc đàn organ ống tại nhà thờ có tổng cộng 5950 ống hơi và 25 quả chuông. Những cây đàn này có thể chơi được những bản nhạc tạo ra âm vang lớn. Điểm độc đáo về những chiếc organ này là âm vâng của chúng cách nhau đến 70 mét, điều này mang lại cho người nghe một trải nghiệm đáng kinh ngạc.

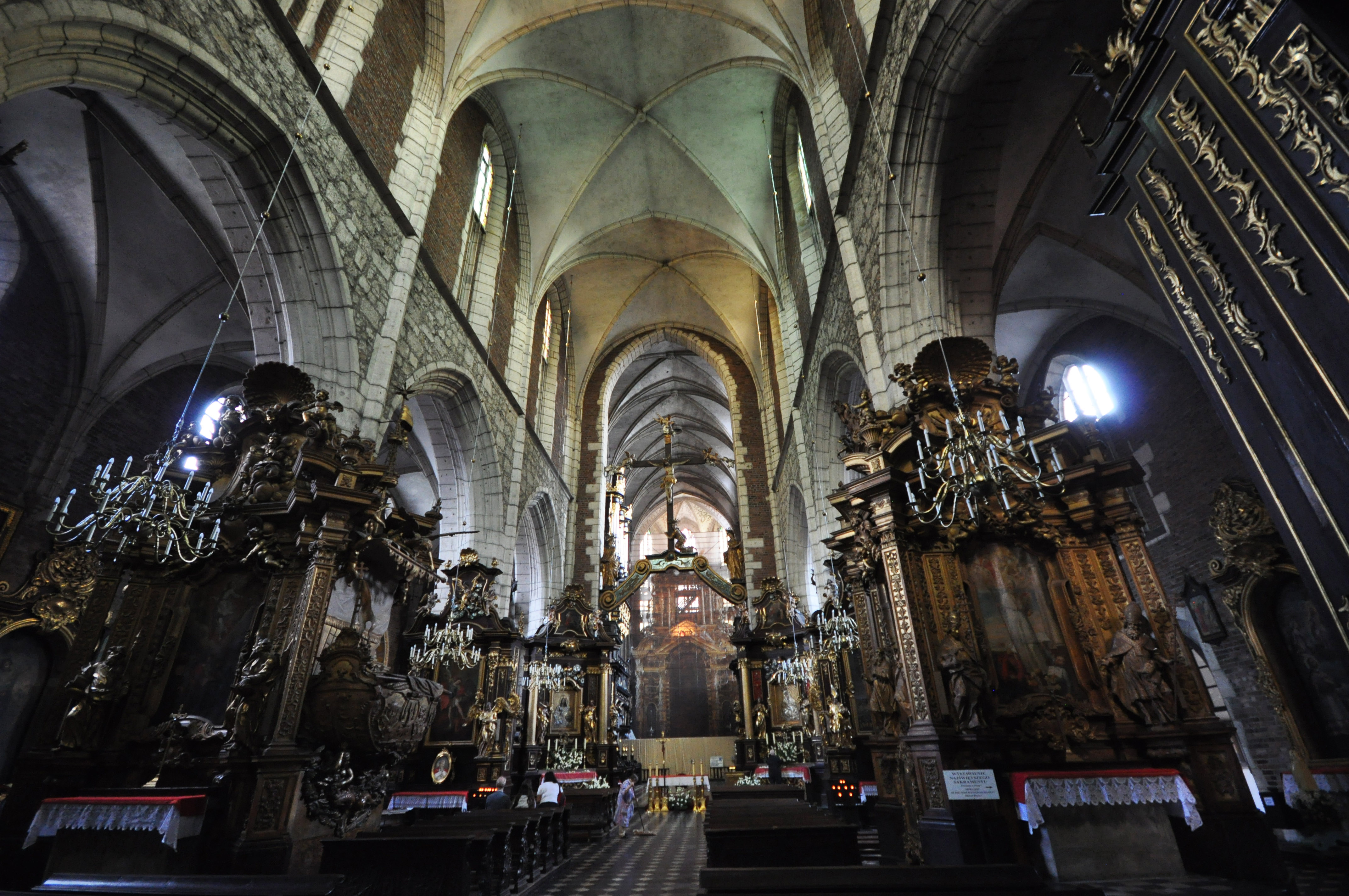
Bên trong Vương cung thánh đường